# ELAS

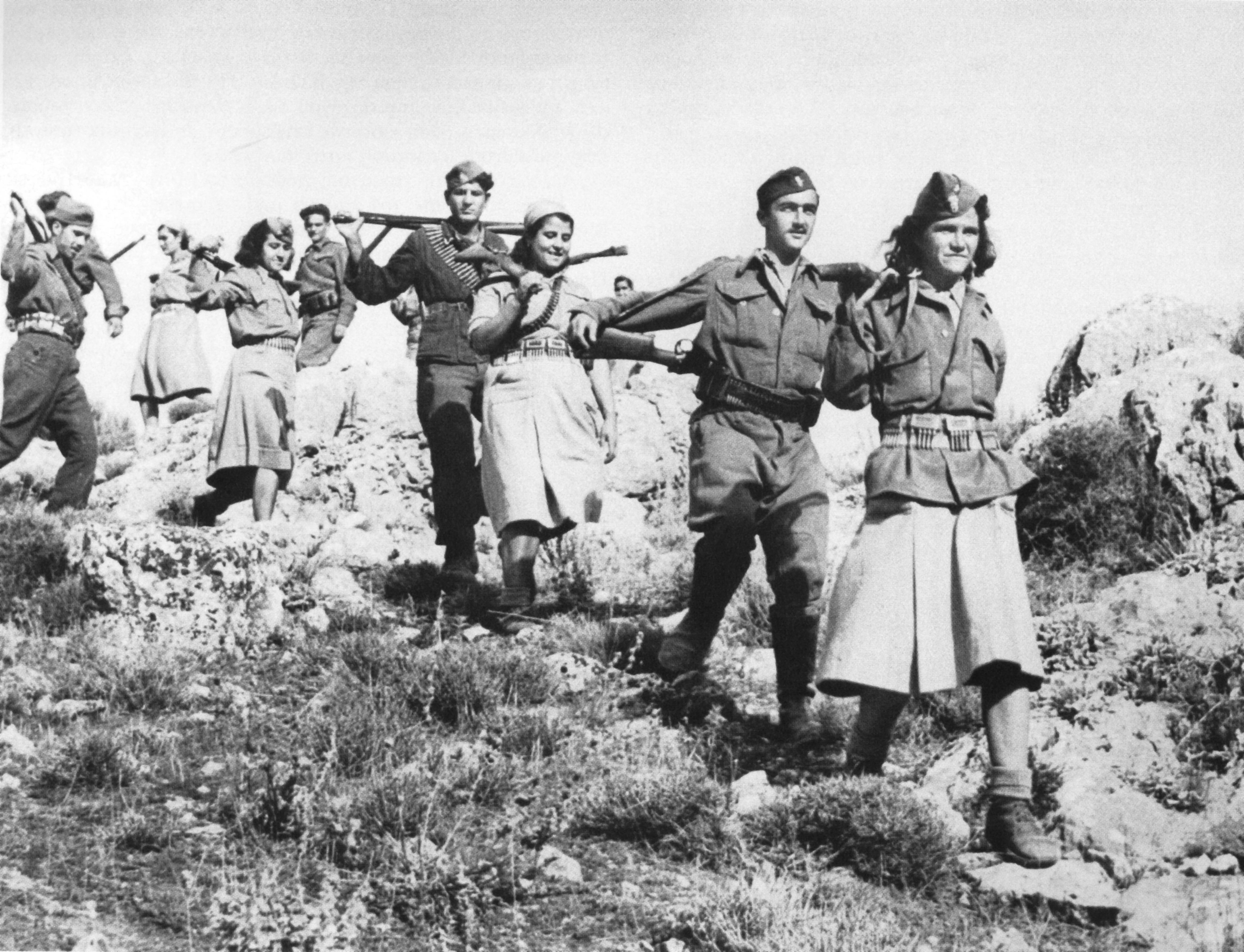
Partyzáni ELAS

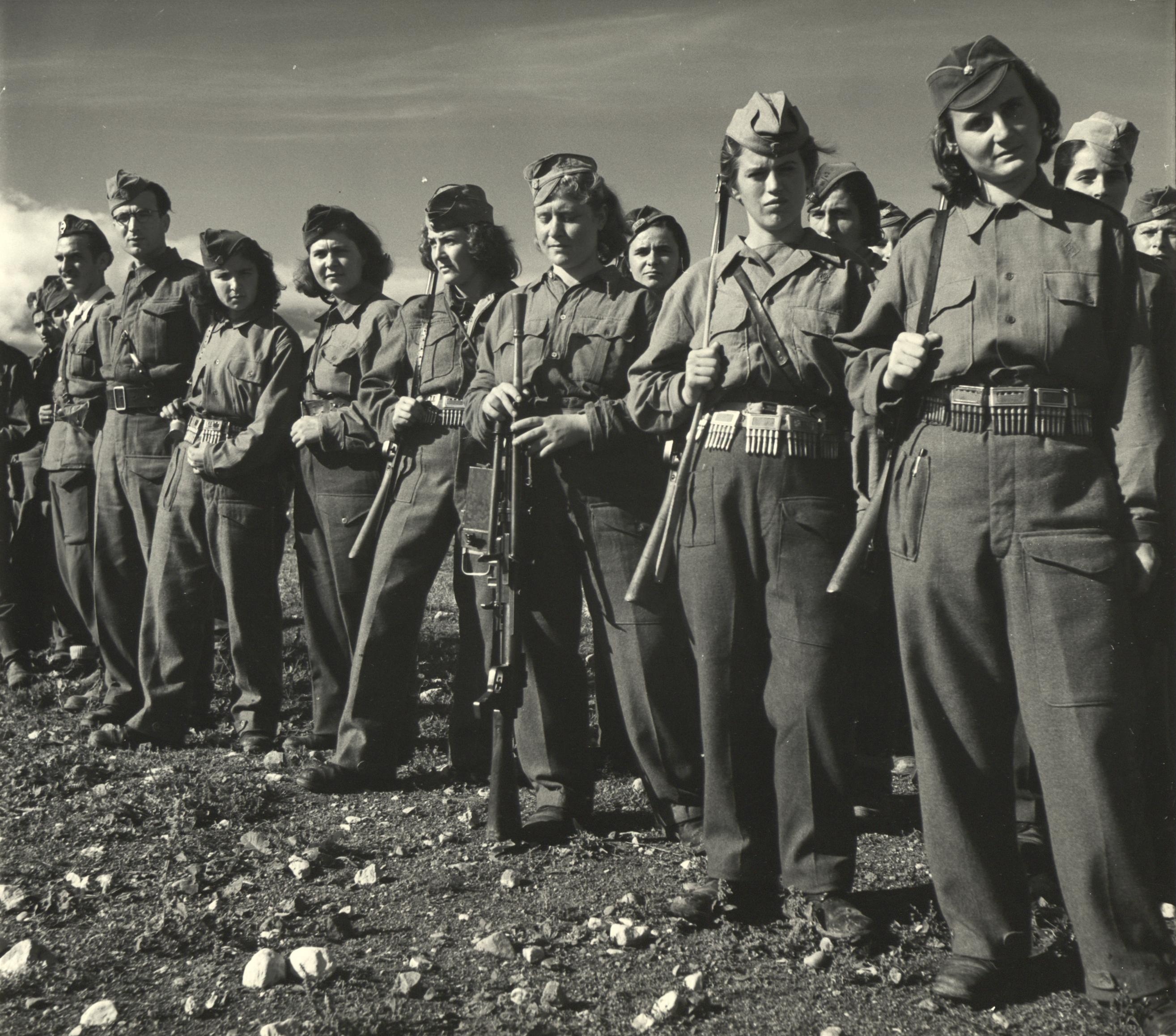
Čtvrtinu partyzánů tvořily ženy

Řecká lidová osvobozenecká armáda (řecky Ελληνικός Λαϊκός Απελευθερωτικός Στρατός, Ellinikós Laïkós Apeleftherotikós Stratós) známá především pod zkratkou ELAS byla vojenská složka řecké, převážně komunistické odbojové organizace Fronta národního osvobození (EAM) během druhé světové války a krátce po ní. ELAS byla největší a nejvýznamnější z vojenských organizací řeckého protifašistického odboje za druhé světové války a jednou z největších odbojových skupin v Evropě. Měla 50–85 tisíc ozbrojenců. Zorganizována byla partyzánem Arisem Veluchiotisem, který proslul tím, že zavedl železnou disciplínu. Akce proti německým a italským okupačním silám v Řecku zahájila 7. června 1942. Existovala až do února 1945, kdy po střetech s britskými a řeckými vládními silami, známých jako Dekemvriana, byla odzbrojena a rozpuštěna.
Bojovníky verbovala především v severních horských oblastech země, zpočátku také místní bandity (jako byl Dimos Karalivanos). Asi čtvrtinu bojovníků tvořily ženy. ELAS úzce spolupracovala s britskými specialisty ze SOE, vysazovanými na řeckém území padáky. Britům byla ideově bližší konkurenční partyzánská organizace Národní republikánská řecká liga (EDES) Napoleona Zervase, ale početní převaha ELAS byla tak jednoznačná, že vsadili na komunistický odboj (podobně jako v Jugoslávii).
Zničení Gorgopotamoského mostu v roce 1942 (operace Harling) bylo spolu s norskou Operací Telemark největší partyzánskou akcí v okupované Evropě. Vyhození mostu na několik týdnů narušilo německou přepravu munice přes Řecko k Rommelovým silám, k čemuž došlo v době, kdy Afrika Korps v severní Africe, ustupující po porážce El Alameinu, potřebovala zásoby. Most vyhodily do povětší spojené síly ELAS, EDES a britských výsadkářů. Akce odboj široce zpopularizovala a vedla k tomu, že se rozšířil do celého Řecka.
Vedení jednotek ELAS mělo vždy triadickou formu: kapitán (kapetánios), který byl volený členy jednotky, vojenský specialista (stratiotikós), obvykle řadový armádní důstojník odpovědný za taktické plánování a výcvik, a politický vůdce (politikós), tedy zástupce EAM, obvykle člen komunistické strany.
Po roce 1943 ELAS zahájila válečné operace i proti konkurenčním partyzánským skupinám EDES a EKKA, jejíhož vůdce Dimitriose Psarrose za dosud nejasných a vášnivě diskutovaných okolností zavraždila. Britové sjednali příměří, ale hořkost a napětí plynoucí z těchto střetů se přenesly do poválečné řecké politiky a velmi rychle vedly k řecké občanské válce (1946–1949).
K později známým členům ELAS patřil politik Nikos Belojannis nebo hudební skladatel Iannis Xenakis.